# ياسين إردال
ياسين إردال (بالتركية: Yasin Erdal)‏ هو لاعب كرة قدم تركي، ولد في 30 مايو 1986.